# Аксу (приток на Тарим)
Вижте пояснителната страница за други значения на Аксу.
Аксу (в горното течение Сариджаз) на киргизки: Сарыжаз; на китайски: 阿克苏河, Ākèsù hé; на уйгурски: ئاقسۇ دەرياسى; на руски: Аксу, Сарыджаз) е река в Централна Азия, протичаща в източната част на Киргизстан (Исъккулска област) и Западен Китай (Синдзян-уйгурски автономен регион), лява съставяща на най-голямата централноазиатска река Тарим. Дължина 282 km, от които в Киргизстан 85 km, в Китай 197 km. Площ на водосборния басейн 12 900 km².
Река Аксу води началото си под името Сариджаз от ледника Семьонов, стичащ се по южния склон на тяншанския хребет Терскей Алатау. В началото тече в западна посока между хребетите Терскей Алатау на север и Сариджаз на юг, след което завива на юг и протича през дълбока и тясна долина между хребетите Инилчектау и Каинди-Ката на изток и Куйлютау на запад. В този участък в нея се вливат реките: Инилчек и Каинди (отляво); Кьойлу, Учкьол и Акшийрак (отдясно). След устието на река Акшийрак река Сариджаз завива на изток, а след това на юг и чрез много дълбока, тясна (на места до 10 m) и непроходима каньоновидна долина проломява най-високия хребет на Тяншан Какшаал Тоо и навлиза на китайска територия. В този участък в нея се вливат реките Куюкан (ляв приток) и Кучкарата (десен приток). В района на китайското село Шайки излиза от планините на Тяншан и навлиза в западната част на обширната Таримска котловина. Тук тя получава отдясно най-големия си приток – река Таушкандаря (Какшаал). След град Аксу руслото ѝ се разделя на множество ръкави и на 87 km югоизточно от града, на 1025 m н.в. се свързва с идващата отдясно река Яркенд, като двете заедно дават началото на река Тарим. Има ледниково-снежно подхранване с ясно изразено лятно пълноводие. Среден годишен отток в долното течение 208 m³/sec. На китайска територия преди непосредственото ѝ излизане от планините е изграден голям язовир, чрез който се регулира годишният ѝ отток, а в долното течение водите ѝ широко се използват за напояване. 

## Топографска карта
- К-44-А М 1:500000[2]
- К-44-В М 1:500000[3]